# Бон-Жезус-ду-Галью
Бон-Жезус-ду-Галью (порт. Bom Jesus do Galho) — муниципалитет в Бразилии, входит в штат Минас-Жерайс. Составная часть мезорегиона Вали-ду-Риу-Доси. Входит в экономико-статистический микрорегион Каратинга. Население составляет 15 178 человек на 2006 год. Занимает площадь 590,971 км². Плотность населения — 25,7 чел./км².

## История
Город основан 31 декабря 1943 года. 

## Статистика
- Валовой внутренний продукт на 2003 год составляет 36 046 313,00 реалов (данные: Бразильский институт географии и статистики).
- Валовой внутренний продукт на душу населения на 2003 год составляет 2305,64 реалов (данные: Бразильский институт географии и статистики).
- Индекс развития человеческого потенциала на 2000 год составляет 0,657 (данные: Программа развития ООН).

## География
Климат местности: горный тропический.